# Cupido albiradiatus
Cupido albiradiatus är en fjärilsart som beskrevs av Stoneham 1938. Cupido albiradiatus ingår i släktet Cupido och familjen juvelvingar. Inga underarter finns listade i Catalogue of Life.